# Mikrocomputer

Mögliche Bestandteile eines Personal Computer (ein typischer Mikrocomputer):
1. Monitor
2. Hauptplatine
3. Hauptprozessor
4. Arbeitsspeicher
5. Steckkarten
6. Netzteil
7. optisches Laufwerk
8. Festplatte
9. Maus
10. Tastatur

Mikrocomputer (auch Mikrorechner genannt) sind Computer, die kompakter als Großrechner und Minirechner sind und von einer einzelnen Person bedient werden können. Der Begriff ist heute meistens assoziiert mit der ersten Welle der 8-Bit-Heim- und Bürocomputer.

## Allgemeines
In einer engeren Definition verstand man darunter Computer einer bestimmten Leistungsklasse, die weniger leistungsfähig als Großrechner und Minirechner waren und lediglich einen einzigen Mikroprozessor als Zentraleinheit aufwiesen. Sie wurden millionenfach als Heim- und Bürocomputer benutzt. Die Ausstattung war auf diese Anwendungen zugeschnitten.
Der Begriff Workstation bezeichnete vielseitig einsetzbare Mikrocomputer für den professionellen Einsatz, die meist wartungsfreundlicher, zuverlässiger und deutlich leistungsfähiger als Heim- oder Bürocomputer waren. Sie wurden vor allem im technisch-wissenschaftlichen Bereich verwendet und waren in der Regel permanent in ein Netzwerk eingebunden.
In der Alltagssprache hat der Gebrauch des Begriffs Mikrocomputer seit den 1980er-Jahren deutlich abgenommen und ist kaum noch üblich, obwohl ein immer größerer Kreis von modernen, mikroprozessorgesteuerten Geräten der Definition eines Mikrocomputers entspricht. Er ist daher bei Tischgeräten weitgehend durch den Begriff Personal Computer (PC) ersetzt worden. Bei anderen Bauformen, wie z. B. eingebetteten Systemen, die sich inzwischen durch einen erhöhten Integrationsgrad bei den Komponenten und einer entsprechend kompakten Ausführung auszeichnen, behält der ursprüngliche Begriff jedoch seine Gültigkeit.

## Heutige Mikrocomputer
- Der Gigatron TTL ist ein Mikrocomputer im Retro-Stil 8-Bit-Architektur, dessen Prozessor ausschließlich aus TTL-Logikchips der 74xx-Familie aufgebaut ist anstelle einer integrierten CPU oder deren Hardware-Nachbau auf dem Stand der Arcade-Spiele-Ära.
- Der Einplatinencomputer Raspberry Pi wird alternativ auch als Mikrocomputer bezeichnet.